# Urwald Sababurg
Urwald Sababurg este o arie protejată (arie specială de conservare — SAC, sit de importanță comunitară — SCI) din Germania întinsă pe o suprafață de 101,42 ha, integral pe uscat.

## Localizare
Centrul sitului Urwald Sababurg este situat la coordonatele 51°32′17″N 9°30′52″E / 51.5381°N 9.5144°E.

## Înființare
Situl Urwald Sababurg a fost declarat sit de importanță comunitară în aprilie 1999 pentru a proteja 3 specii de animale. Situl a fost protejat și ca arie specială de conservare în martie 2008.

## Biodiversitate
Situată în ecoregiunea continentală, aria protejată conține 1 habitat natural: Păduri de fag Luzulo-Fagetum.
La baza desemnării sitului se află mai multe specii protejate:
- păsări (2): porumbel de scorbură (Columba oenas), ciocănitoare neagră (Dryocopus martius)
- nevertebrate (1): Osmoderma eremita Complex

Pe lângă speciile protejate, pe teritoriul sitului au mai fost identificate 1 specie de plante, 1 specie de amfibieni, 4 specii de mamifere, 28 de specii de nevertebrate.